# Campionati del mondo di ciclismo su strada 2018 - Gara in linea maschile Under-23
La gara in linea maschile Under-23 dei Campionati del mondo di ciclismo su strada 2018 si è svolta il 28 settembre 2018 in Austria, con partenza da Kufstein ed arrivo a Innsbruck, su un percorso di 179,5 km. Lo svizzero Marc Hirschi ha vinto la gara con il tempo di 4h24'05" alla media di 39,6 km/h, argento al belga Bjorg Lambrecht e a completare il podio il finlandese Jaakko Hänninen.
Presenti alla partenza 178 ciclisti, di cui 90 sono arrivati al traguardo.

## Squadre partecipanti
| N.      | Cod. | Squadra       |
| ------- | ---- | ------------- |
| 1-6     | FRA  | Francia       |
| 7-12    | SLO  | Slovenia      |
| 13-18   | ITA  | Italia        |
| 40-24   | SUI  | Svizzera      |
| 25-30   | GER  | Germania      |
| 31-35   | DEN  | Danimarca     |
| 36-40   | NOR  | Norvegia      |
| 41-45   | GBR  | Gran Bretagna |
| 46-50   | ESP  | Spagna        |
| 51-55   | BEL  | Belgio        |
| 56-60   | RWA  | Ruanda        |
| 61-64   | AUT  | Austria       |
| 65-66   | MAR  | Marocco       |
| 67-70   | RUS  | Russia        |
| 71-75   | NED  | Paesi Bassi   |
| 76-80   | AUS  | Australia     |
| 81-85   | POL  | Polonia       |
| 86-89   | PRT  | Portogallo    |
| 90-94   | IRL  | Irlanda       |
| 95-97   | ERI  | Eritrea       |
| 98-102  | COL  | Colombia      |
| 103-107 | USA  | Stati Uniti   |
| 108     | ETH  | Etiopia       |
| 109-110 | RSA  | Sud Africa    |
| 111-114 | LUX  | Lussemburgo   |
| 115     | BUR  | Burkina Faso  |

| N.      | Cod. | Squadra           |
| ------- | ---- | ----------------- |
| 116-120 | JPN  | Giappone          |
| 121-123 | NZL  | Nuova Zelanda     |
| 124-136 | CZE  | Cechia            |
| 127-129 | SWE  | Svezia            |
| 130-132 | HKG  | Hong Kong         |
| 133-134 | MGL  | Mongolia          |
| 135-137 | UKR  | Ucraina           |
| 138-140 | KAZ  | Kazakistan        |
| 141-143 | HUN  | Ungheria          |
| 144     | TTO  | Trinidad e Tobago |
| 145     | FIN  | Finlandia         |
| 146-147 | AZE  | Azerbaigian       |
| 148     | SVK  | Slovacchia        |
| 149-151 | CHI  | Cile              |
| 152-153 | SRB  | Serbia            |
| 154-158 | ECU  | Ecuador           |
| 159-160 | ROU  | Romania           |
| 161-164 | CAN  | Canada            |
| 165     | ISR  | Israele           |
| 166     | CYP  | Cipro             |
| 167-170 | CRO  | Croazia           |
| 171     | MKD  | Macedonia         |
| 172     | BRA  | Brasile           |
| 173     | CRC  | Costa Rica        |
| 174-176 | MEX  | Messico           |
| 177-178 | VEN  | Venezuela         |

## Classifica (Top 10)
| Pos. | Corridore       | Squadra       | Tempo    |
| ---- | --------------- | ------------- | -------- |
| 1    | Marc Hirschi    | Svizzera      | 4h24'05" |
| 2    | Bjorg Lambrecht | Belgio        | a 15"    |
| 3    | Jaakko Hänninen | Finlandia     | s.t.     |
| 4    | Gino Mäder      | Svizzera      | a 35"    |
| 5    | Mark Padun      | Ucraina       | a 37"    |
| 6    | Jaime Castrillo | Spagna        | a 45"    |
| 7    | Tadej Pogačar   | Slovenia      | a 47"    |
| 8    | Ethan Hayter    | Gran Bretagna | s.t.     |
| 9    | Patrick Müller  | Svizzera      | s.t.     |
| 10   | James Shaw      | Gran Bretagna | s.t.     |